# Alexander Ring
Alexander Ring, né le 9 avril 1991 à Helsinki, est un footballeur international finlandais. Il joue comme milieu défensif au HJK Helsinki.

## Biographie
Alexander Ring est né en 1991 dans la capitale finlandaise, Helsinki. À l'âge de trois ans, il émigre avec ses parents à Bonn.
À Bonn, Alexander Ring commence le football et adhère au VfL Lannesdorf. En 2000 il change pour le Bayer 04 Leverkusen. Dès 2000, il parcourt toutes les équipes de jeunes. Dans la première moitié de la saison en 2008-2009, il intègre la réserve du club allemand.
Alexandre Ring retourne dans sa patrie avec ses parents au début de l'année 2009, et rejoint les équipes de jeunes du HJK Helsinki. Dans sa première année, il balance entre les jeunes et l'équipe réserve. En 2010, il intègre l'équipe professionnelle.
En août 2010, il est prêté au Tampere United. Depuis début 2011, Ring joue de nouveau avec le HJK Helsinki.
Le 6 janvier 2012, il est prêté au Borussia Mönchengladbach jusqu'en juin 2013.
Ring rejoint le New York City FC en 2017 et en devient le capitaine au début de la saison 2019. Il est finalement échangé à Austin contre 750 000 dollars en allocation monétaire, 500 000 dollars supplémentaires pouvant être reversés à son ancienne équipe selon ses performances au Texas.

## Palmarès
- HJK Helsinki
  - Vainqueur du Championnat de Finlande en 2010 et 2011.
  - Vainqueur de la Coupe de Finlande en 2011.